# Joelia Tabakova
Joelia Gennadievna Tabakova (Russisch: Юлия Геннадьевна Табакова) (Kaloega, 1 mei 1980) is een Russische sprintster. Ze is meervoudig Russisch kampioene en won olympisch zilver.

## Loopbaan
Haar grootste succes behaalde Tabakova met haar teamgenotes Olga Fjodorova, Irina Chabarova en Larisa Kroeglova op de 4 x 100 m estafette tijdens de Olympische Spelen van Athene in 2004. Met 42,27 s won ze met het Russische team een zilveren medaille achter het Jamaicaanse (goud) en voor het Franse team (brons). Op de 100 m werd ze in de tweede ronde uitgeschakeld.
Op de Europese kampioenschappen van 2002 in München won ze met haar teamgenotes Natalia Ignatova, Irina Chabarova en Larisa Kroeglova een bronzen medaille. Ze finishte in 43,11 achter Frankrijk (42,46) en Duitsland (42,54). In de wedstrijd om de Europacup in het Franse Annecy werd ze tweede.
Op de wereldkampioenschappen van 2003 in Parijs sneuvelde Tabakova in de halve finale van de 100 m met een zevende plaats in 11,36. Op de 4 x 100 m estafette won ze een bronzen medaille met haar teamgenotes Olga Fjodorova, Marina Kislova en Larisa Kroeglova in 42,66. Eerder dat jaar was ze tijdens de wereldindoorkampioenschappen in Birmingham op de 200 m ook niet verder gekomen dan de halve finale. Voorts won ze een zilveren medaille op de Europacup-wedstrijd in het Poolse Bydgoszcz.

## Titels
- Russisch kampioene 100 m - 2003, 2004
- Russisch indoorkampioene 60 m - 2004

## Persoonlijke records
Outdoor
| Onderdeel | Prestatie | Datum        | Plaats |
| --------- | --------- | ------------ | ------ |
| 100 m     | 11,10 s   | 29 juli 2004 | Toela  |
| 200 m     | 22,51 s   | 31 juli 2004 | Toela  |

Indoor
| Onderdeel | Prestatie | Datum            | Plaats          |
| --------- | --------- | ---------------- | --------------- |
| 60 m      | 7,06 s    | 17 februari 2004 | Moskou          |
| 200 m     | 23,05 s   | 26 februari 2003 | Moskou          |
| 300 m     | 37,66 s   | 7 januari 2004   | Jekaterinenburg |

## Palmares

### 60 m
- 2004:  Russische indoorkamp. - 7,06 s
- 2004: 6e WK indoor - 7,17 s

### 100 m
- 2002:  Europacup - 11,24 s
- 2003:  Russische kamp. - 11,23 s
- 2004:  Russische kamp. - 11,16 s
- 2004:  Europacup - 11,39 s

### 200 m
- 2003: 4e in ½ fin. WK indoor - 23,64 s (in serie 23,58 s)

### 4 x 100 m estafette
- 2002:  EK - 43,11 s
- 2003:  WK - 42,66 s
- 2004:  OS - 42,27 s